# Hets

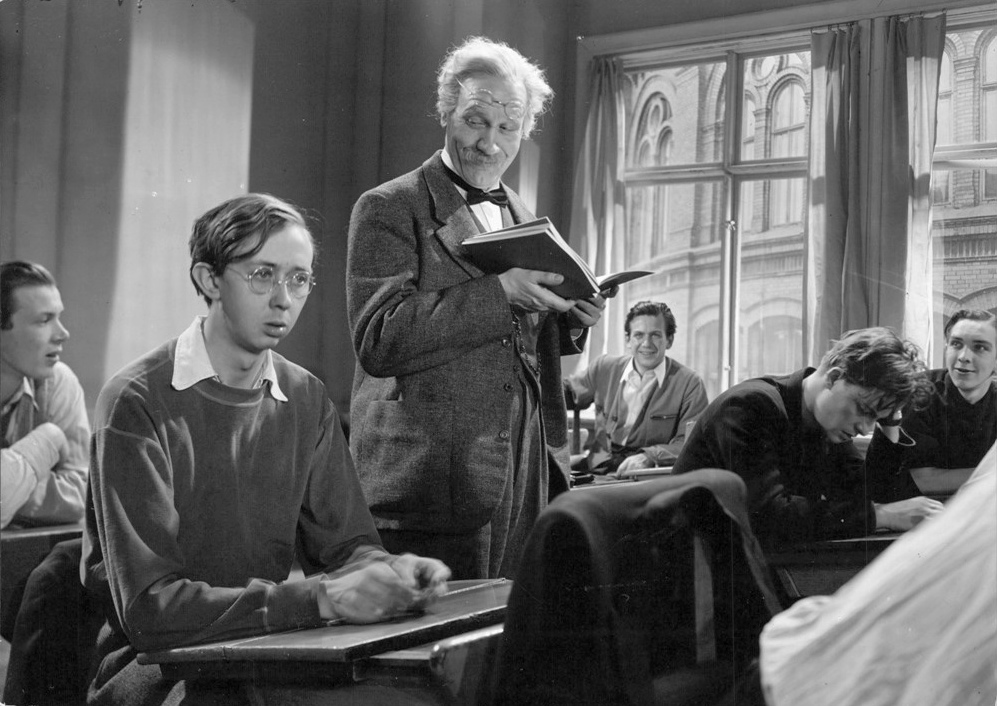
Jan Molander och Gösta Cederlund

Hets är en svensk film från 1944 regisserad av Alf Sjöberg och med manus av Ingmar Bergman, som även var filmens regiassistent.
Filmen hade premiär den 2 oktober 1944 på biograf Röda Kvarn i Stockholm och den delade en första plats vid en omröstning i Biografbladets och Svenska Filmjournalisters Klubb 1944–1945. Vid filmfestivalen i Cannes år 1946 tilldelades filmen Grand Prix. Filmen har även visats i TV.

## Handling
Filmen handlar om gymnasisten Jan-Erik Widgren, spelad av Alf Kjellin, som går i latinlinjens fjärde ring, L IV, på ett läroverk. Studentexamen närmar sig och Widgren har svårigheter med latinet. Han utsätts för sataniska läxförhör av den sadistiske latinläraren "Caligula", spelad av Stig Järrel, och blir anklagad för fusk då han blir påkommen med att ha skrivit in latin-översättningen i boken. 
Widgren träffar Bertha som arbetar som expedit i en tobaksaffär nära läroverket, i vilken såväl Widgren som Caligula är kunder. Widgren inleder ett förhållande med Bertha, som även visar sig ha en komplicerad relation med Caligula. Han dras in i ett drama som efter många turer slutar med att Bertha dör och obduktionen visar att det beror på alkoholmissbruk och undernäring.
Efter att ha slagit till Caligula blir Widgren relegerad och missar studentexamen.

## Rollista i urval

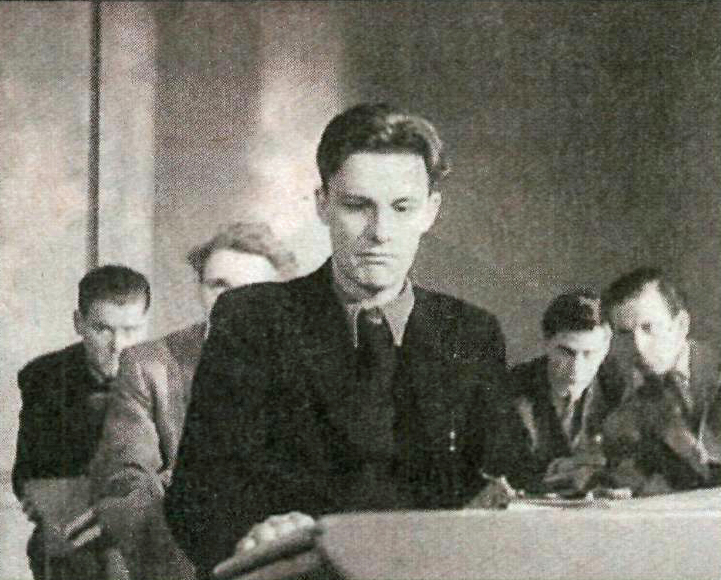
Alf Kjellin som gymnasisten Jan-Erik Widgren.

- Alf Kjellin – Jan-Erik Widgren, elev på latinlinjen i ring L IV
- Mai Zetterling – Bertha Olsson, expedit
- Stig Järrel – "Caligula", lektor i latin
- Olof Winnerstrand – rektorn
- Gösta Cederlund – "Pippi", klassföreståndaren
- Hugo Björne – doktor Nilsson
- Stig Olin – Sandman, elev i L IV
- Olav Riégo – byrådirektör Torsten Widgren, Jan-Eriks far
- Märta Arbin – fru Widgren
- Jan Molander – Pettersson, elev i L IV
- Bertil Solberg – "Knatten", försenad elev i inledningen
- Bengt Dalunde – ynglingen som glömt sin psalmbok

## Produktion
Ingmar Bergman regisserade själv filmens slutscen, som lades till i manus i efterhand. Filmen är inspelad i Filmstaden i Råsunda, förutom skolscenerna som är inspelade i Norra Latin och Södra Latin i Stockholm samt på skolgårdar i Södertälje.

### Musik i filmen
- Din klara sol går åter opp, körsång
- Allena Gud i himmelrik, körsång
- Glädjens blomster, jazzversion med Thory Bernhards som vokalist
- Sjungom studentens lyckliga dag, körsång.

### Inspelningsplatser
- Norra Latin, Stockholm
- Södra Latin, Stockholm
- Bal Palais, Stockholm.